# 山根徳太郎
山根 徳太郎（やまね とくたろう、1889年1月12日 - 1973年7月28日）は、日本の考古学者。文献史料に記載されていたが所在地が不明のままであった難波宮の研究を行い、難波宮の大極殿跡を発掘した。「日本のシュリーマン」と称えられていた。

## 生涯
1889年（明治22年）、大阪市西区に生まれる。大阪府立北野中学校（現：大阪府立北野高等学校）、東京高等師範学校（後の東京教育大学。現：筑波大学）地理歴史部卒業。卒業後は地方公務員として大阪市民博物館歴史担当、兵庫県立神戸第一中学校（現：兵庫県立神戸高等学校）の教師などを経て京都帝国大学文学部史学科卒業。同大学院に在学し、1928年（昭和3年）大阪商科大学（現：大阪市立大学）予科教授に着任、第二次世界大戦後の1949年（昭和24年）新制大阪市立大学法文学部（現：文学部）教授となる。
1952年（昭和27年）の定年退官後は難波宮発掘に力を注ぎ、1961年（昭和36年）に後期・難波宮の大極殿跡を発見。難波宮大極殿発見時、「われ、幻の大極殿を見たり。」という言葉を残した。
1963年（昭和38年）『難波宮址の研究』で文学博士、1964年（昭和39年）に紫綬褒章を受章。1973年（昭和48年）脳軟化症により死去。
教え子に岩本次郎（元：帝塚山大学教授）らがいる。

## 主な著書
- 『難波宮址の研究』
- 『難波の宮』学生社 1964年（中尾芳治解説付新装版 2002年 ISBN 4-311-20257-1）
- 『難波王朝』学生社 1969年
- 『花を求むる心』―日本文化襍考― 山根徳太郎先生顕彰会 1997年